# Claudia van den Heiligenberg
Anna Gerarda Maria (Claudia) van den Heiligenberg (Roelofarendsveen, 25 maart 1985) is een voormalig Nederlandse voetbalster die tot 2019 voor FC Bayern München II uitkwam.

## Spelerscarrière
Van den Heiligenberg werd geboren in Roelofarendsveen. Haar moeder, Mary van de Meer, was voetbalster, die onder andere speelde voor het Nederlands elftal. Ze begon haar voetbalcarrière bij SV Alkmania in Oude Wetering toen ze zes jaar oud was. Daar werd ze gescout door RCL uit Leiderdorp, dat uitkwam in de Eerste Klasse voor vrouwen. Hier bereikte ze het eerste elftal en werd ze in 2005 voor het eerst geselecteerd voor het Nederlands elftal. Op 7 september 2005 maakte ze haar debuut in Zwolle, waar Italië met 0-2 te sterk was. In seizoen 2005/06 werd ze topscorer van de Eerste Klasse A.
Omdat ze een niveau hoger wilde spelen en haar team wederom niet promoveerde, besloot ze om op een aanbieding van Ter Leede in te gaan. Seizoen 2006/07 werd een succesvol jaar voor Van den Heiligenberg. Ze scoorde 16 doelpunten, werd landskampioen en won de beker. Toch zou ze maar één jaar bij Ter Leede spelen, want per seizoen 2007/08 werd de nieuwe Eredivisie voor vrouwen opgericht. Van den Heiligenberg vertrok hierop naar AZ, waar ze driemaal landskampioen werd.
In de zomer van 2009 nam Van den Heiligenberg deel met het Nederlands elftal aan het EK. Ze mocht tweemaal invallen en bereikte uiteindelijk de halve finales met Nederland. Begin december 2009 werd bekend dat Claudia van den Heiligenberg, samen met Dyanne Bito, uit de selectie voor het Nederlands vrouwenelftal was gezet door bondscoach Vera Pauw, om persoonlijke redenen. Het jaar erop werd het duo, door Roger Reijners die Pauw opvolgde, weer in genade aangenomen.
In seizoen 2010/11 speelde ze haar laatste seizoen bij AZ, die besloten te stoppen met de vrouwentak. In de laatste wedstrijd van het seizoen werd de KNVB beker gewonnen. Daarna stapte ze over naar SC Telstar VVNH.
Vanaf het seizoen 2013/14 tot 2015 speelde Van den Heiligenberg voor AFC Ajax. Van 2015 tot 2017 speelde ze voor het Duitse FF USV Jena en in 2017 ging ze spelen in het tweede vrouwenteam van FC Bayern München.

### Erelijst

#### In clubverband
- Landskampioen: 2007 (Ter Leede), 2008, 2009, 2010(AZ)
- KNVB beker: 2007 (Ter Leede), 2011 (AZ)
- KNV Beker: 2014 (Ajax)

#### Individueel
- Topscorer Eerste Klasse A: 2005/06

### Statistieken
| Seizoen | Club                 | Land      | Competitie      | Wedstrijden | Doelpunten |
| ------- | -------------------- | --------- | --------------- | ----------- | ---------- |
| 2004/05 | RCL                  | Nederland | Eerste Klasse A | ?           | ?          |
| 2005/06 | RCL                  | Nederland | Eerste Klasse A | ?           | ?          |
| 2006/07 | Ter Leede            | Nederland | Hoofdklasse     | ?           | 16         |
| 2007/08 | AZ                   | Nederland | Eredivisie      | 20          | 9          |
| 2008/09 | AZ                   | Nederland | Eredivisie      | 23          | 11         |
| 2009/10 | AZ                   | Nederland | Eredivisie      | 20          | 7          |
| 2010/11 | AZ                   | Nederland | Eredivisie      | 21          | 7          |
| 2011/12 | Telstar              | Nederland | Eredivisie      | 16          | 5          |
| 2012/13 | Telstar              | Nederland | BeNe League     | 28          | 7          |
| 2013/14 | AFC Ajax             | Nederland | BeNe League     | 26          | 9          |
| 2014/15 | AFC Ajax             | Nederland | BeNe League     | 22          | 4          |
| 2014/15 | AFC Ajax             | Nederland | Eredivisie      | 22          | 4          |
| 2015/16 | FF USV Jena          | Duitsland | Bundesliga      | 21          | 1          |
| 2016/17 | FF USV Jena          | Duitsland | Bundesliga      | 15          | 0          |
| 2016/17 | FC Bayern München II | Duitsland | 2e Bundesliga   | 3           | 0          |

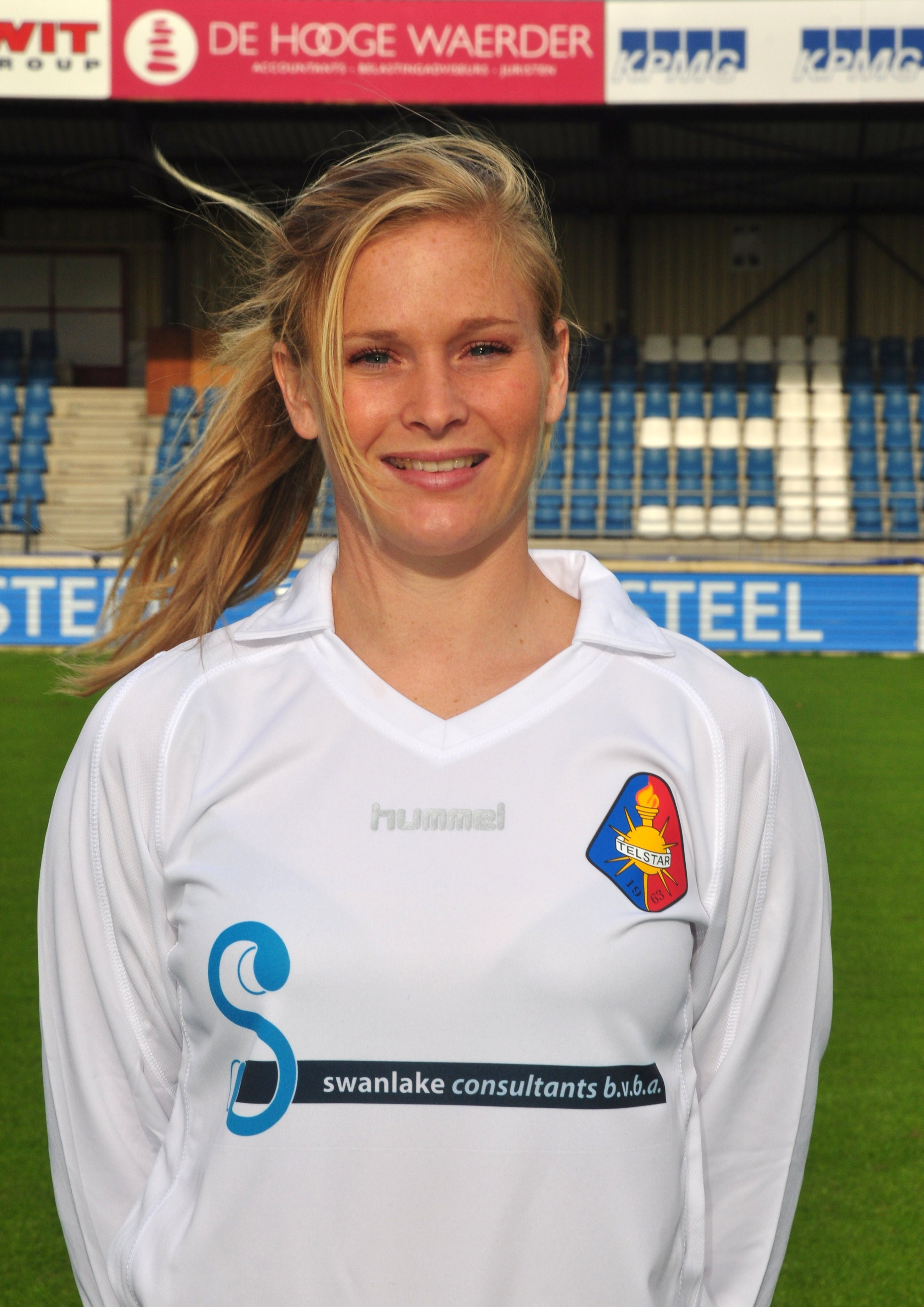
Claudia van der Heiligenberg in het shirt van Telstar

Laatste update 13 juni 2015 11:01 (CEST)

## Televisiecarrière
Na haar spelerscarrière ging Van den Heiligenberg aan de slag als analist op televisie, onder andere bij ESPN en het Duitse ZDF.

## Privé
Op 3 oktober 2018 trad ze in het huwelijk met Lucie Voňková (voetbalster bij AFC Ajax).